# The C.O.M
The C.O.M(더 컴, 영어: The Compass Of Music)은 대한민국의 록 밴드이다. 현 국카스텐의 전신으로 밴드명은 The Compass Of Music의 약자로 '음악의 나침반'이란 뜻이다.
2003년 쌈지 사운드 페스티벌에서 숨은 고수로 선정되었다. 군입대문제로 인해 쌈지 사운드 페스티벌 무대를 마지막으로 팀은 해체되었고 현재는 전 구성원이었던 하현우, 전규호, 이정길 3명에 베이시스트 김기범을 영입하여 4인조 밴드 국카스텐으로 활동하고 있다.

## 구성원
- 하현우 (1981년 11월 25일) - 보컬, 기타
- 전규호 (1979년 10월 8일) - 기타
- 박철영 - (1983년 6월 12일) - 베이스
- 이정길 (1982년 2월 17일) - 드럼
- 이인경 - 키보드

## 공연
| 연도   | 공연일정 | 장소                                                                    |
| ------ | -------- | ----------------------------------------------------------------------- |
| 2003년 | 4월 22일 | 라이브클럽 재머스                                                       |
| 2003년 | 4월 23일 | 라이브클럽 슬러거                                                       |
| 2003년 | 4월 29일 | 재머스                                                                  |
| 2003년 | 4월 30일 | 슬러거                                                                  |
| 2003년 | 5월 7일  | 슬러거                                                                  |
| 2003년 | 5월 7일  | 재머스                                                                  |
| 2003년 | 5월 13일 | 재머스                                                                  |
| 2003년 | 5월 20일 | 재머스                                                                  |
| 2003년 | 5월 21일 | 슬러거                                                                  |
| 2003년 | 5월 27일 | 재머스                                                                  |
| 2003년 | 5월 29일 | 슬러거                                                                  |
| 2003년 | 6월 10일 | 재머스                                                                  |
| 2003년 | 6월 11일 | 슬러거                                                                  |
| 2003년 | 6월 17일 | 재머스                                                                  |
| 2003년 | 6월 21일 | 슬러거                                                                  |
| 2003년 | 7월 3일  | 슬러거                                                                  |
| 2003년 | 7월 8일  | 재머스                                                                  |
| 2003년 | 7월 16일 | 슬러거                                                                  |
| 2003년 | 7월 23일 | 쌈지스페이스 바람 공연명 : 쌈싸페 숨은고수 30팀의 공연 1st 5 Bands      |
| 2003년 | 7월 29일 | 재머스                                                                  |
| 2003년 | 10월 3일 | 이화여자대학교 대운동장 공연명 : 쌈지 사운드 페스티벌 제5탄 착하게 살자 |

## 경력
- 2003년 쌈지 사운드 페스티벌 숨은 고수 선정

## 같이 보기
- 국카스텐